# Mister Roberts
Mister Roberts (bra: Mister Roberts) é um filme estadunidense de 1955 dos gêneros comédia e guerra, dirigido por John Ford, Mervyn LeRoy e Joshua Logan.

## Elenco
| Ator           | Personagem                        |
| -------------- | --------------------------------- |
| Henry Fonda    | Tenente Douglas A. 'Doug' Roberts |
| James Cagney   | Capitão Morton                    |
| William Powell | Tenente 'Doc'                     |
| Jack Lemmon    | Frank Thurlowe Pulver             |
| Betsy Palmer   | Tenente Ann Girard                |
| Ward Bond      | Chefe Boatswain's Mate Dowdy      |
| Philip Carey   | Mannion                           |
| Nick Adams     | Seaman Reber                      |

## Sinopse
O eficiente imediato tenente Roberts mantém as coisas sob controle em um velho cargueiro militar estadunidense durante a II Guerra Mundial. Roberts deseja ser transferido para a frota naval que está no Pacífico lutando contra os japoneses, mas seu superior, o excêntrico Capitão Morton, impede que ele deixe o barco. Dentre os amigos de Roberts estão o médico "Doc" e o oficial Pulver, um neurótico que sofre de verdadeiro terror do Capitão, que por sua vez não percebe e o tem em boa conta.   

## Premiações e indicações
- Indicado ao Oscar de Melhor Filme e Melhor Som. Jack Lemmon venceu como o melhor ator coadjuvante do ano.